# Iraki Kurd Labdarúgó-szövetség

Az Iraki Kurd Labdarúgó-szövetség (kurdul:یەکێتی ناوەندی تۆپی پێی کوردستان) labdarúgással foglalkozó sportszervezet, amely Iraki Kurdisztánban található. Iraki Kurdisztán autonómiai területen lévő Labdarúgó-Szövetség. Székhelye Erbílben van. A válogatott neve Iraki kurd labdarúgó-válogatott.

## Az Iraki Kurd Labdarúgó-szövetség hivatalos címere
Az Iraki Kurd Labdarúgó-szövetség emblémáját egy kurd művész, Rawand Sirwan Nawroly (kurdul: روند سیروان نورڕۆڵی) készítette 2005-ben, Londonban. A logó tartalmazza Kurdisztán zászlajának piros-fehér-sárga-zöld színét, benne a Noruz tűzével. A sárga labda reprezentálja a kurd napocskát, a zöld szín pedig Kurdisztán táját.